# Conostylis festucacea
Conostylis festucacea är en enhjärtbladig växtart som beskrevs av Stephan Ladislaus Endlicher. Conostylis festucacea ingår i släktet Conostylis och familjen Haemodoraceae.

## Underarter
Arten delas in i följande underarter:
- C. f. festucacea
- C. f. filifolia